# Villiers-au-Bouin
Villiers-au-Bouin é uma comuna francesa na região administrativa do Centro, no departamento Indre-et-Loire. Estende-se por uma área de 29,43 km². Em 2010 a comuna tinha 762 habitantes (densidade: 25,9 hab./km²).